# Raji Sourani
Raji Sourani (Gaza, 31 de desembre de 1953) és un advocat especialitzat en la defensa dels drets humans a la Franja de Gaza. Està casat i és pare de dos fills.
Va ser un pres de consciència reconegut per Amnistia Internacional el 1985 i el 1988. És membre de la Comissió Internacional de Juristes i vicepresident de la Federació Internacional de Drets Humans. Va ser destinatari del Premi Robert F Kennedy de Drets Humans el 1991. El 1995 va fundar el Centre Palestí pels Drets Humans i des d'aleshores n'és el seu director.
Sourani es dedica als casos de persones palestines objecte de deportació i al control de les condicions de vida a les presons i de les detencions per part de l'estat d'Israel. És crític sense reserves de les violacions de drets humans que es produeixen en les dues parts del conflicte.
Sourani va ser seleccionat per a una beca el 2003 per l'Oak Institute for Human Rights al Colby College de Waterville. Tot i això, el seu visat no va ser aprovat i no va poder viatjar als Estats Units d'Amèrica en aquell moment. També se li va denegar el permís per sortir de Gaza per assistir a una conferència sobre drets humans el setembre de 2008.
Sourani va ser guardonat amb el Right Livelihood Arwaard el 26 de setembre de 2013 per «la seva dedicació incansable a l'estat de dret i als drets humans en circumstàncies excepcionalment difícils».